# شتر دوکوهانه

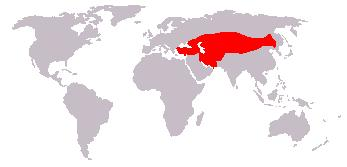
گستره پراکندگی شتر دو کوهانه

شتر دوکوهانه، شتر باختری، شتر بلخی (Bactrian camel) یا شتر مغولی (Mongolian camel)، گونه‌ای از شترسانان است که در خاور دور، آسیای میانه و خاورمیانه زندگی می‌کند.
دانشمندان معتقدند که برخلاف شتر یک‌کوهانه که در جنوب عربستان اهلی شده‌است، شتر دوکوهانه توسط عشایر کوچ‌نشین آسیای مرکزی، مغولستان و شمال چین اهلی شده‌است و این کوچ‌نشینان شتر دوکوهانه را به منظور حمل و نقل و کارهای سخت اهلی کرده‌اند. بعدها بر اثر پیشرفت تمدن و به وجود آمدن روستاها و دهکده‌ها و استقرار عشایر کوچ‌رو، از شتر دوکوهانه برای شخم‌زنی و لشکرکشی و استفاده از پشم و گوشت و پوست نیز استفاده شده‌است.

## تاریخچه
تاریخچه پرورش شتر دوکوهانه در چین به قرن‌ها قبل از میلاد بازمی‌گردد و سلسله‌های مختلف پادشاهی چین از این حیوان برای مقاصد گوناگون استفاده می‌کرده‌اند.
تاریخچه حضور شتر دوکوهانه در ایران روشن نیست، هرچند که در اوستا کتاب مقدس زرتشتیان که بین سال‌های ۵۳۰ تا ۵۷۰ پیش از میلاد نوشته شده‌است اشاره‌ای فراوان به شتر شده‌است اما مشخص نیست که منظور از شتر کدام گونه آن است. برخی معتقدند که منظور از شتر در اوستا شتر دوکوهانه بوده و شتر یک کوهانه سال‌ها بعد و هم‌زمان با فتوحات ایرانیان در بین‌النهرین، فلسطین و مصر به ایران وارد شده‌است. این فرضیه مبتنی بر نقش‌هایی است که بر روی دیوارهای تخت جمشید در فاصله زمانی بین قرن ۶ یا ۷ پیش از میلاد ساخته شده‌است. در جاده ابریشم که نقش بسیار مهمی را در تجارت دنیای قدیم بازی می‌کرد، از شتر دوکوهانه جهت حمل و نقل ابریشم و سایر محصولات تجاری استفاده می‌شد. استفاده وسیع از شتر یک کوهانه برای مقاصد عمومی، بارکشی و میزان تولید سریع گوشت و شیر منجر به عقب‌نشینی تدریجی شتر دوکوهانه به طرف مناطق شمالی و کشورهایی نظیر قزاقستان، ازبکستان، مغولستان و غیره گردید جایی که شرایط آب و هوایی و دیگر شرایط اقلیمی برای شتر یک‌کوهانه بسیار دشوار بوده و ناچار بوده‌اند که از شتر دوکوهانه استفاده کنند؛ زیرا شترهای دوکوهانه دارای سم‌های مقاومی برای راه رفتن در زمین‌های سنگلاخی بوده‌اند و همچنین به علت پشم و کرک زیادی که در بدن داشته‌اند در هوای سرد و باد و طوفان‌هایی که معمولاً در مناطق سرد و خشک مغولستان و دامنه کوه‌های هیمالیا وجود داشته حفاظت می‌شده‌اند و بنابراین احتمال می‌رود نسل شترهای دوکوهانه موجود در ایران از نسل شترهای ترددی فوق باشد. تعداد فعلی شترهای دوکوهانه در جهان حدود ۲ میلیون نفر می‌باشند که در کشورهای چین، مغولستان، افغانستان و آسیای مرکزی و به میزان کمتر در ایران و ترکیه و جمهوری آذربایجان پراکنده‌اند.
تعداد شترهای دوکوهانه در ایران کمتر از یکصد نفر برآورد گردیده‌است که در مناطق شمال غربی و شرق کشور (استان اردبیل و گلستان) زیست می‌کنند که به علت عدم حمایت در تأمین آب و نهاده‌های دامی (علوفه و…) و اعتبارات بانکی شترداران در خطر جدی انقراض هستند.

## خصوصیات نژادی

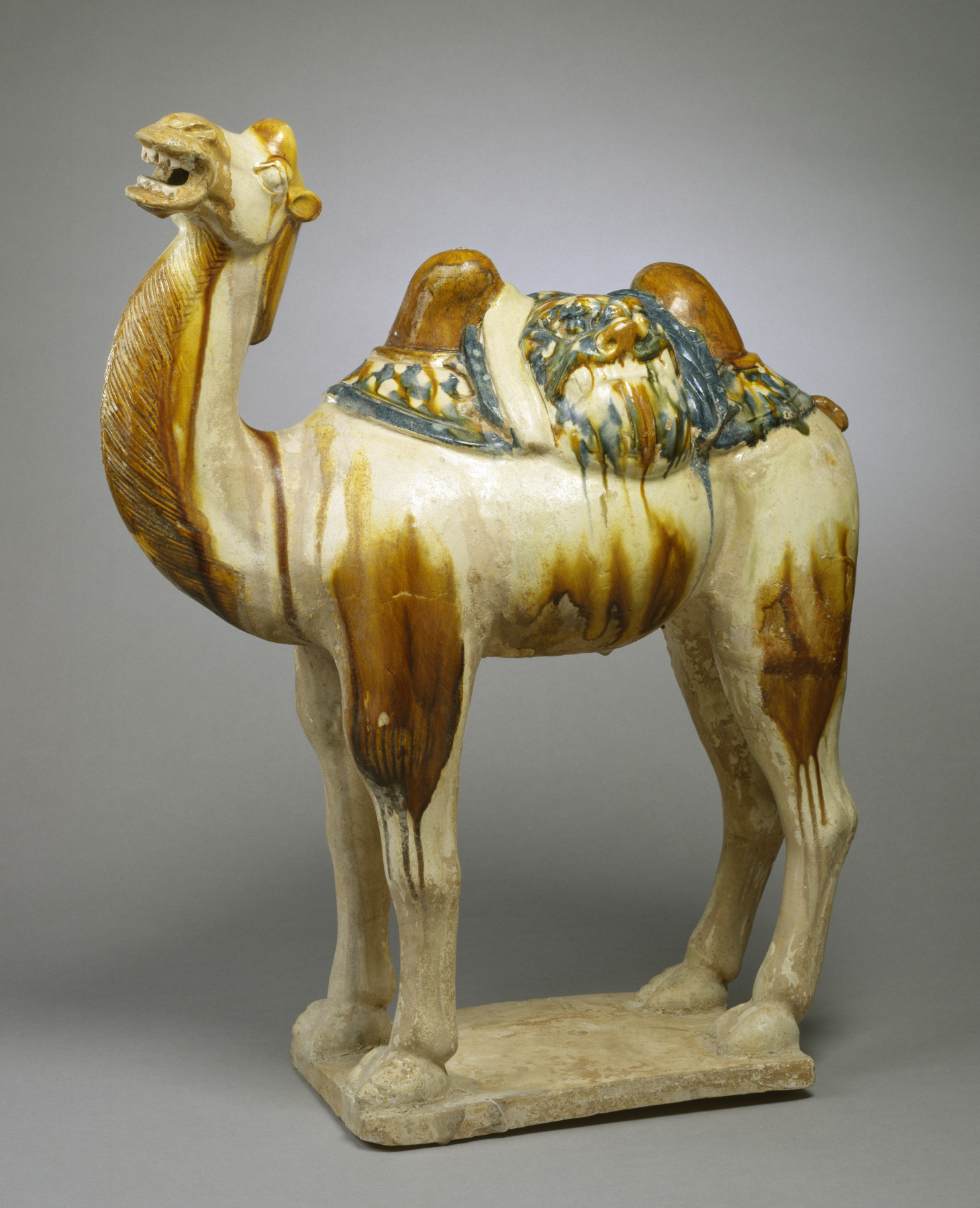
یک شتر دوکوهانه از سرامیک چینی، متعلق به گوربُرده‌های دودمان تانگ.

شترهای دوکوهانه دارای استخوان‌های بزرگ و قوی، پاهای نسبتاً کوتاه، کوهان گرد، لب‌های بزرگ، پوشش پشمی ضخیم، کف پاهای بزرگ و مسطح می‌باشند. میانگین محصول پشم و کرک آن‌ها سالیانه پنج کیلوگرم و در حیوانات نر بالغ، بیش از هشت کیلوگرم و در نرهای اخته شده به ده کیلوگرم می‌رسد. رنگ شترهای دوکوهانه، اغلب قهوه‌ای تیره بوده و وزن زنده آن‌ها به ۸۵۰ تا ۱۰۰۰ کیلوگرم می‌رسد که در نتیجه وزن جسد آن‌ها ۳۷۵ تا ۴۲۵ کیلوگرم می‌باشد. دوره شیردهی آن‌ها ۱۶۰ روز بوده و در یک دوره شیردهی ۷۰۰ تا ۸۰۰ لیتر شیر تولید می‌کنند که از این مقدار ۳۰۰ لیتر برای مصرف انسان و بقیه به خوراک بچه شترها می‌رسد. شیر آن‌ها از لحاظ ویتامین C بسیار غنی بوده و می‌توان از آن به راحتی فراورده‌های لبنی تهیه نمود که این امر در شترهای یک‌کوهانه نیاز به افزودن بعضی مواد از جمله کلرید کلسیم دارد. بلوغ آن‌ها در چهار سالگی بوده و جفتگیری آن‌ها فصلی می‌باشد. دوره آبستنی آن‌ها ۱۳ ماه طول می‌کشد. به ازای هر ۱۶ تا ۲۵ نفر شتر ماده دوکوهانه، یک نفر شتر نر دوکوهانه بسته به توان شتر نر و تغذیه آن جهت جفتگیری نیاز است. میانگین وزن دیلاق‌های آن‌ها در بدو تولد به ۳۵ کیلوگرم می‌رسد. هر نفر شتر دوکوهانه روزانه در حدود ۱۴ کیلوگرم ماده خشک مصرف می‌کند. شتر ماده دوکوهانه روزانه در فصل تابستان ۳۵ تا ۴۰ لیتر و در فصل زمستان ۲۰ تا ۲۵ لیتر و شتر نر دوکوهانه در فصل تابستان ۴۰ تا ۵۵ لیتر و در فصل زمستان ۲۰ تا ۳۵ لیتر آب می‌آشامد.
شتر دوکوهانه با توجه به ساختمان بدنی خاص خود به شرایط آب و هوای سرد و خشک تطابق یافته و قادر است در راه‌های کوهستانی و پربرف رفت‌وآمد نماید. شتر دوکوهانه می‌تواند در تابستان تا درجه حرارت مثبت ۳۰ درجه سانتی گراد و در زمستان تا درجه حرارت منفی ۳۰ درجه سانتی‌گراد را به خوبی تحمل نماید. متوسط باری را که شتر دوکوهانه می‌تواند حمل نماید ۱۰۰ تا ۱۵۰ کیلوگرم می‌باشد که این موضوع مستقیماً با وضع جسمانی و مسافتی که باید طی نماید بستگی دارد و در مسافت‌های کوتاه (۱۵۵ کیلومتر) می‌توان مقدار بار را تا ۲۵۰ و حتی ۳۰۰ کیلوگرم افزایش داد.
کنراشاو (Konrashov) در سال ۱۹۵۸ اندازه‌های متوسط بدن شتر دوکوهانه در چین را بدین شرح گزارش نموده‌است:
- ارتفاع شتر تا بین دو کوهان، در شتر ماده ۱۸۰ سانتی‌متر و در شتر نر ۱۸۵ سانتی‌متر و طول بدن در شتر ماده ۱۶۳ سانتی‌متر و در شتر نر ۱۶۸ سانتی‌متر است.
- بلندی شترهای دوکوهانه مغولستان بین ۱۸۰ تا ۲۰۰ سانتی‌متر و وزن متوسط زنده آن‌ها ۴۶۰ کیلوگرم است. قطر کوهان‌ها بین ۳۵ تا ۴۰ سانتی‌متر است که در شترهای فربه دو کوهان مجموعاً بیش از ۱۰۰ کیلوگرم چربی دارند. شترهای مغولستان سری کوچک، سینه‌ای پهن و پاهایی تقریباً مستقیم دارند.

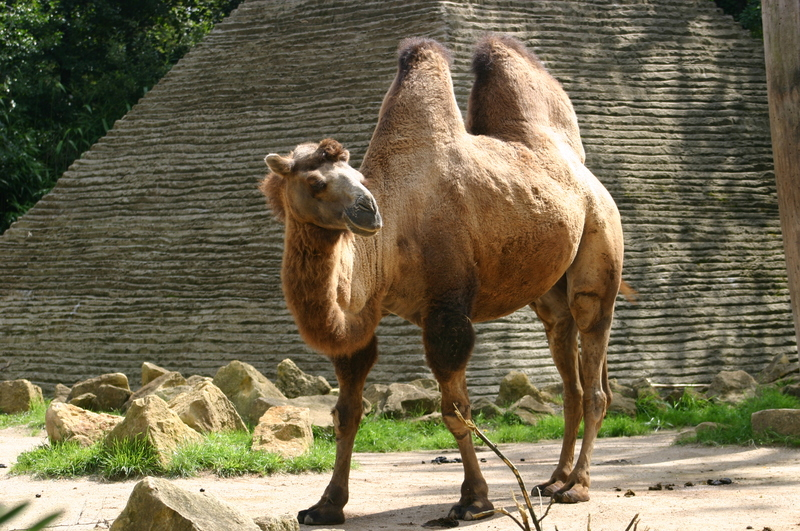

## شترهای دوکوهانه در ایران

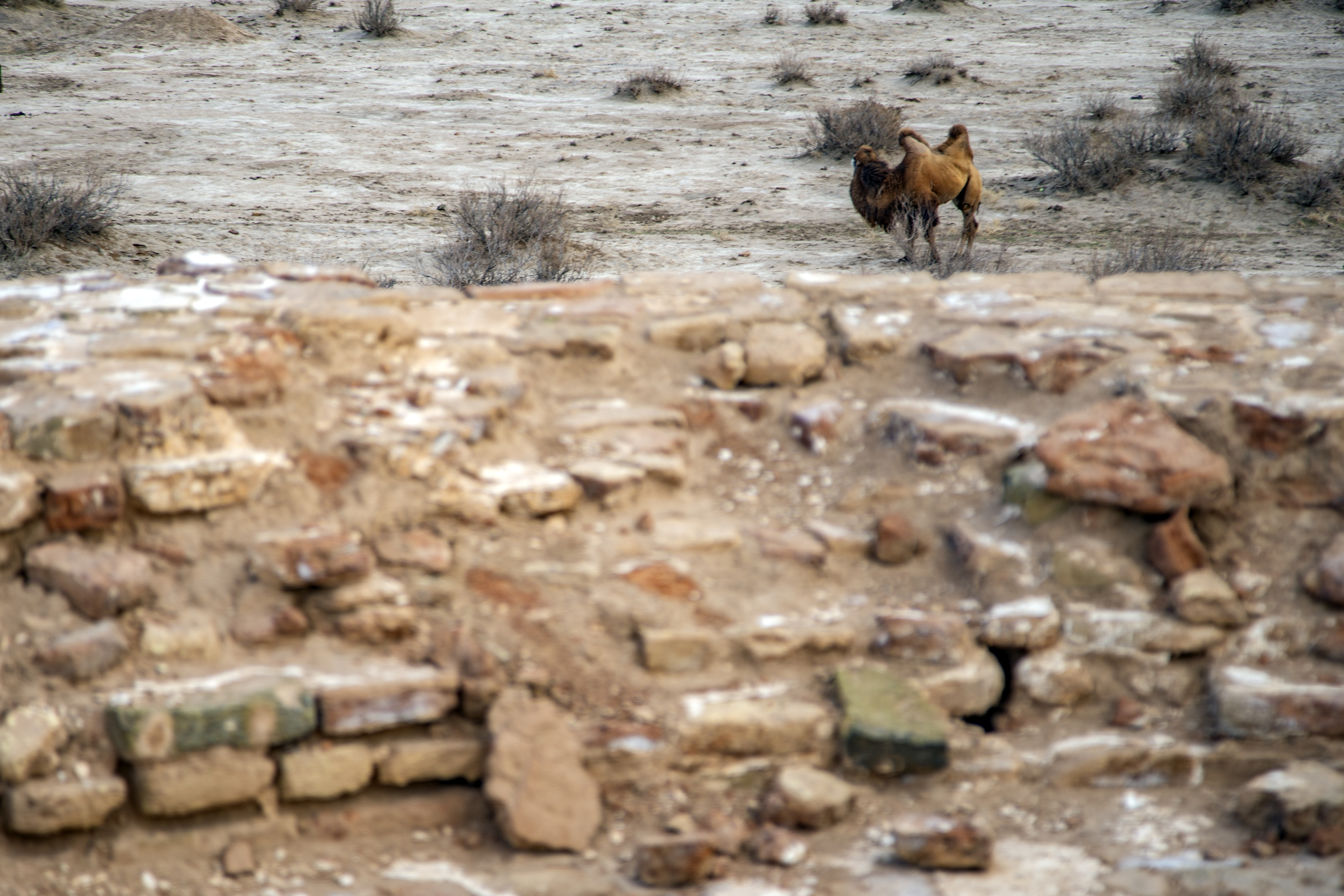
یک شتر دوکوهانه در پارک ملی کویر

بعضی از عشایر ایران شترهای دوکوهانه نر را با شترهای ماده یک کوهانه تلاقی می‌دهند که شترهای دورگ حاصله در نسل اول یک کوهانه بوده و کوهان آن کشیده تر از کوهان شترهای یک کوهانه می‌باشد و در مجموع خوش‌اندام و دارای سرکوچک، گردن کلفت و کشیده، دم کوتاه، پشم بلند و مجعد روی پیشانی، پس سر و زیر چانه بوده و یکی از خصوصیات مشخص آن‌ها در نسل اول این است که همیشه سنگین‌تر از پدر و مادر خود بوده و وزن آن‌ها به نهصد تا نهصد و پنجاه کیلوگرم می‌رسد و دارای ظرفیت انجام کارهای سخت تری نسبت به شتر دوکوهانه است. اسم این نوع شتر اگر نر بود نر و اگر ماده بود مایاست.
عشایر ایران از این دورگ‌ها جهت حمل بار بیشتر و عبور از مناطق سخت‌گذر که شتر دوکوهانه قادر به رفتن از آنجا نمی‌باشد استفاده می‌کنند. البته این تلاقی بین اولاد نسل اول به بعد به لحاظ ضعیف و غیرطبیعی بودن و مرگ و میر زیاد نتایج آن‌ها توصیه نمی‌شود.
به نظر می‌رسد که در شرایط فعلی به علت قلت جمعیت آنها، وجود همخونی باعث خواهد گردید که انقراض نسل این نوع شتر شدیدتر گردد که راه از بین بردن آن وارد نمودن خون جدید در گله است. بنا به تجربه شترداران یکی از راه‌های تکثیر شترهای دوکوهانه در کشور وارد نمودن خون جدید در گله، انجام تلاقی تدریجی بین دورگ‌های حاصله از تلاقی شتر نر دوکوهانه با ماده یک کوهانه و شتر ماده یک‌کوهانه با شتر نر دوکوهانه در طی سه نسل می‌باشد که نتایج حاصله در تلاقی تدریجی در نسل سوم (F۳)، شتر دوکوهانه با درجه خلوص خونی ۹۴ درصد است.